# Spanische Schachmeisterschaft
Die Spanische Schachmeisterschaft (spanisch Campeonato de España de Ajedrez) ist eine jährliche Veranstaltung, die von dem Spanischen Schachbund (FEDA) organisiert wird.

## Geschichte
Die erste Schachmeisterschaft Spaniens anlässlich der Majorennität des Königs Alfons XIII. fand vom 24. April bis 20. Mai 1902 in Madrid statt. Das Rundenturnier im Militärkasino Centro del Ejército y de la Armada gewann Oberleutnant der Kavallerie Manuel Golmayo, gefolgt von Juan Sandón, Agustín Gómez und José Molina. Der Sieger erhielt neben der Medaille des spanischen Meisters einen Preis von der Königin Maria Christina. Golmayo wiederholte seinen Erfolg 1912 gegen Manuel Zaragoza und 1921 in einem Turnier. Seit 1942 wird die spanische Meisterschaft jährlich ausgetragen. Der Spielmodus änderte sich im Laufe der Jahre mehrfach. Zwischen 1932 und 1943 wurde in nationalen Turnieren ein Herausforderer ermittelt, der danach gegen den Titelinhaber ein Match spielte. Ab 1944 wurde in Rundenturnieren gekämpft, bevor 1971 erstmals das Schweizer System zum Einsatz kam. Eine weitere Neuerung gab es im Jahr 2001: die Teilnehmer starteten in zwei Gruppen à 6 Spieler mit anschließendem Play-off. 2007 und 2008 wurde das K.-o.-System angewandt, seit 2009 wieder das Schweizer System. Der Titel wurde bisher acht Mal von Miguel Illescas gewonnen, Antonio Medina und Arturo Pomar waren je sieben Mal erfolgreich.

## Gewinner
| #        | Jahr | Ort                               | Meister                          |  | #       | Jahr | Ort                  | Champions                 |
| -------- | ---- | --------------------------------- | -------------------------------- |  | ------- | ---- | -------------------- | ------------------------- |
| I        | 1902 | Madrid                            | Manuel Golmayo Torriente         |  |         |      |                      |                           |
| II       | 1912 | Madrid                            | Manuel Golmayo Torriente         |  |         |      |                      |                           |
| III      | 1921 | Madrid                            | Manuel Golmayo Torriente         |  |         |      |                      |                           |
| IV       | 1930 | Barcelona                         | Ramón Rey Ardid                  |  |         |      |                      |                           |
| V        | 1933 | Barcelona                         | Ramón Rey Ardid                  |  |         |      |                      |                           |
| VI       | 1935 | Saragossa                         | Ramón Rey Ardid                  |  |         |      |                      |                           |
| VII      | 1942 | Madrid                            | Ramón Rey Ardid                  |  |         |      |                      |                           |
| VIII     | 1943 | Madrid                            | José Sanz Aguado                 |  |         |      |                      |                           |
| IX       | 1944 | Madrid                            | Antonio Medina García            |  |         |      |                      |                           |
| X        | 1945 | Bilbao                            | Antonio Medina García            |  |         |      |                      |                           |
| XI       | 1946 | Santander                         | Arturo Pomar Salamanca           |  |         |      |                      |                           |
| XII      | 1947 | Valencia                          | Antonio Medina García            |  |         |      |                      |                           |
| XIII     | 1948 | Murcia                            | Francisco José Pérez Pérez       |  |         |      |                      |                           |
| XIV      | 1949 | Albacete                          | Antonio Medina García            |  |         |      |                      |                           |
| XV       | 1950 | San Sebastián                     | Arturo Pomar Salamanca           |  | I       | 1950 | Madrid               | Gloria Velat              |
| XVI      | 1951 | Barcelona                         | Román Torán Albero               |  | II      | 1951 | Valencia             | Sofia Ruiz                |
| XVII     | 1952 | Gijón                             | Antonio Medina García            |  | III     | 1952 | Barcelona            | Maria del Pilar Cifuentes |
| XVIII    | 1953 | Galicien                          | Román Torán Albero               |  |         |      |                      |                           |
| XIX      | 1954 | Tarragona                         | Francisco José Pérez Pérez       |  |         |      |                      |                           |
| XX       | 1955 | Alcoy                             | Jesús Díez del Corral            |  | IV      | 1955 | Valencia             | Maria del Pilar Cifuentes |
| XXI      | 1956 | Barcelona                         | Jaime Lladó Lumbera              |  |         |      |                      |                           |
| XXII     | 1957 | Saragossa                         | Arturo Pomar Salamanca           |  | V       | 1957 | Madrid               | Maria Luisa Gutierrez     |
| XXIII    | 1958 | Valencia                          | Arturo Pomar Salamanca           |  |         |      |                      |                           |
| XXIV     | 1959 | Santa Cruz de Tenerife            | Arturo Pomar Salamanca           |  | VI      | 1959 | Barcelona            | Maria Luisa Gutierrez     |
| XXV      | 1960 | Lugo                              | Francisco José Pérez Pérez       |  |         |      |                      |                           |
| XXVI     | 1961 | Granada                           | Jaime Lladó Lumbera              |  | VII     | 1961 | Barcelona            | Pepita Ferrer Lucas       |
| XXVII    | 1962 | Málaga                            | Arturo Pomar Salamanca           |  |         |      |                      |                           |
| XXVIII   | 1963 | Cádiz                             | Antonio Medina García            |  | VIII    | 1963 | Madrid               | Pepita Ferrer Lucas       |
| XXIX     | 1964 | Las Palmas de Gran Canaria        | Antonio Medina García            |  |         |      |                      |                           |
| XXX      | 1965 | Sevilla                           | Jesús Díez del Corral            |  | IX      | 1965 | Arenys del Mar       | Maria Luisa Gutierrez     |
| XXXI     | 1966 | Almería                           | Arturo Pomar Salamanca           |  |         |      |                      |                           |
| XXXII    | 1967 | Palma de Mallorca                 | Ángel Fernández Fernández        |  | X       | 1967 | Arenys del Mar       | Maria Luisa Gutierrez     |
| XXXIII   | 1968 | Reus                              | Fernando Visier Segovia          |  |         |      |                      |                           |
| XXXIV    | 1969 | Navalmoral                        | Juan Manuel Bellón López         |  | XI      | 1969 | Santander            | Pepita Ferrer Lucas       |
| XXXV     | 1970 | Llaranes                          | Ernesto Palacios de la Prida     |  |         |      |                      |                           |
| XXXVI    | 1971 | Gijón                             | Juan Manuel Bellón López         |  | XII     | 1971 | Candás               | Pepita Ferrer Lucas       |
| XXXVII   | 1972 | Salamanca                         | Fernando Visier Segovia          |  | XIII    | 1972 | Vigo                 | Pepita Ferrer Lucas       |
| XXXVIII  | 1973 | Santa Cruz de Tenerife            | Francisco Javier Sanz Alonso     |  | XIV     | 1973 | Gijon                | Pepita Ferrer Lucas       |
| XXXIX    | 1974 | Valencia                          | Juan Manuel Bellón López         |  | XV      | 1974 | Zaragoza             | Pepita Ferrer Lucas       |
| XL       | 1975 | Benidorm                          | José Miguel Fraguela Gil         |  | XVI     | 1975 | Sevilla              | Nieves Garcia Vicente     |
| XLI      | 1976 | Ceuta                             | Ángel Martín González            |  | XVII    | 1976 | Alicante             | Pepita Ferrer Lucas       |
| XLII     | 1977 | Can Picafort                      | Juan Manuel Bellón López         |  | XVIII   | 1977 | Zamora               | Nieves Garcia Vicente     |
| XLIII    | 1978 | Isla de La Toja                   | Manuel Rivas Pastor              |  | XIX     | 1978 | Isla de la Toja      | Nieves Garcia Vicente     |
| XLIV     | 1979 | Torrevieja                        | Manuel Rivas Pastor              |  | XX      | 1979 | Vich                 | Julia Gallego Eraso       |
| XLV      | 1980 | Lérida                            | Juan Mario Gómez Esteban         |  | XXI     | 1980 | Reus                 | Maria Garcia Padron       |
| XLVI     | 1981 | Sevilla                           | Manuel Rivas Pastor              |  | XXII    | 1981 | Nerja                | Nieves Garcia Vicente     |
| XLVII    | 1982 | Cartagena                         | Juan Manuel Bellón López         |  | XXIII   | 1982 | Cordoba              | Nieves Garcia Vicente     |
| XLVIII   | 1983 | Las Palmas de Gran Canaria        | José García Padrón               |  | XXIV    | 1983 | Lérida               | Maria Garcia Padron       |
| XLIX     | 1984 | Barcelona                         | Ángel Martín González            |  | XXV     | 1984 | La Roda              | Nieves Garcia Vicente     |
| L        | 1985 | Huesca                            | Jesús María de la Villa García   |  | XXVI    | 1985 | Logroño              | Maria Cuevas Rodriguez    |
| LI       | 1986 | La Roda                           | Ángel Martín González            |  | XXVII   | 1986 | Benidorm             | Maria Cuevas Rodriguez    |
| LII      | 1987 | Salou                             | Alfonso Romero Holmes            |  | XXVIII  | 1987 | Bilbao               | Maria Cuevas Rodriguez    |
| LIII     | 1988 | Alcanar                           | Jesús María de la Villa García   |  | XXIX    | 1988 | Coria del Rio        | Maria Cuevas Rodriguez    |
| LIV      | 1989 | Almería                           | José Luis Fernández García       |  | XXX     | 1989 | Alicante             | Maria Cuevas Rodriguez    |
| LV       | 1990 | Linares                           | Jordi Magem Badals               |  | XXXI    | 1990 | Benasque             | Beatriz Alfonso Nogue     |
| LVI      | 1991 | Lérida                            | Manuel Rivas Pastor              |  | XXXII   | 1991 | LLanes               | Maria Cuevas Rodriguez    |
| LVII     | 1992 | Madrid                            | Juan Mario Gómez Esteban         |  | XXXIII  | 1992 | San Fernando         | Nieves Garcia Vicente     |
| LVIII    | 1993 | Linares/Bilbao                    | Lluís Comas Fabregó              |  | XXXIV   | 1993 | Valencia             | Nieves Garcia Vicente     |
| LIX      | 1994 | Cañete                            | Sergio Cacho Reigadas            |  | XXXV    | 1994 | San Feliu de Guixols | Maria Cuevas Rodriguez    |
| LX       | 1995 | Matalascañas                      | Miguel Illescas Córdoba          |  | XXXVI   | 1995 | Vitoria              | Monica Vilar Lopez        |
| LXI      | 1996 | Zamora                            | Sergio Estremera Paños           |  | XXXVII  | 1996 | Vitoria              | Nieves Garcia Vicente     |
| LXII     | 1997 | Torrevieja                        | Pablo San Segundo Carrillo       |  | XXXVIII | 1997 | Ampuriabrava         | Monica Calzetta Ruiz      |
| LXIII    | 1998 | Linares                           | Miguel Illescas Córdoba          |  | XXXIX   | 1998 | Vera                 | Nieves Garcia Vicente     |
| LXIV     | 1999 | Palencia                          | Miguel Illescas Córdoba          |  | XL      | 1999 | Vera                 | Silvia Timón Piote        |
| LXV      | 2000 | Manresa                           | Ángel Martín González            |  | XLI     | 2000 | La Roda              | Monica Calzetta Ruiz      |
| LXVI     | 2001 | Manacor                           | Miguel Illescas Córdoba          |  | XLII    | 2001 | Vera                 | Yudania Hernandez Estevez |
| LXVII    | 2002 | Ayamonte                          | Alexei Schirow                   |  | XLIII   | 2002 | Ayamonte             | Monica Calzetta Ruiz      |
| LXVIII   | 2003 | Burgos                            | Óscar de la Riva Aguado          |  | XLIV    | 2003 | Burgos               | Nieves Garcia Vicente     |
| LXIX     | 2004 | Sevilla                           | Miguel Illescas Córdoba          |  | XLV     | 2004 | Sevilla              | Monica Calzetta Ruiz      |
| LXX      | 2005 | Lorca                             | Miguel Illescas Córdoba          |  | XLVI    | 2005 | Lorca                | Monica Calzetta Ruiz      |
| LXXI     | 2006 | León                              | Francisco Vallejo Pons           |  | XLVII   | 2006 | Salou                | Patricia Llaneza Vega     |
| LXXII    | 2007 | Ayamonte                          | Miguel Illescas Córdoba          |  | XLVIII  | 2007 | Socuéllamos          | Monica Calzetta Ruiz      |
| LXXIII   | 2008 | Ceuta                             | David Lariño Nieto               |  | XLIX    | 2008 | Novelé               | Sabrina Vega Gutiérrez    |
| LXXIV    | 2009 | Palma                             | Francisco Vallejo Pons           |  | L       | 2009 | Almansa              | Monica Calzetta Ruiz      |
| LXXV     | 2010 | El Sauzal                         | Miguel Illescas Córdoba          |  | LI      | 2010 | Cortegana            | Lucia Pascual Palomo      |
| LXXVI    | 2011 | Arenal d’en Castell (Es Mercadal) | Alvar Alonso Rosell              |  | LII     | 2011 | Padron               | Yudania Hernandez Estevez |
| LXXVII   | 2012 | Maspalomas                        | Julen Luís Arizmendi Martínez    |  | LIII    | 2012 | Salobreña            | Sabrina Vega Gutierrez    |
| LXXVIII  | 2013 | Linares                           | Iván Salgado López               |  | LIV     | 2013 | Linares              | Olga Alexandrowa          |
| LXXIX    | 2014 | Linares                           | Francisco Vallejo Pons           |  | LV      | 2014 | Linares              | Olga Alexandrowa          |
| LXXX     | 2015 | Linares                           | Francisco Vallejo Pons           |  | LVI     | 2015 | Linares              | Sabrina Vega Gutierrez    |
| LXXXI    | 2016 | Linares                           | Francisco Vallejo Pons           |  | LVII    | 2016 | Linares              | Ana Matnadze              |
| LXXXII   | 2017 | Las Palmas de Gran Canaria        | Iván Salgado López               |  | LVIII   | 2017 | Linares              | Sabrina Vega Gutierrez    |
| LXXXIII  | 2018 | Linares                           | Salvador Gabriel Del Río Angelis |  | LIX     | 2018 | Linares              | Sabrina Vega Gutierrez    |
| LXXXIV   | 2019 | Marbella                          | Alexei Schirow                   |  | LX      | 2019 | Marbella             | Sabrina Vega Gutierrez    |
| LXXXV    | 2020 | Linares                           | David Antón Guijarro             |  | LXI     | 2020 | Linares              | Sabrina Vega Gutierrez    |
| LXXXVI   | 2021 | Linares                           | Eduardo Iturrizaga               |  | LXII    | 2021 | Linares              | Sabrina Vega Gutierrez    |
| LXXXVII  | 2022 | Linares                           | Eduardo Iturrizaga               |  | LXIII   | 2022 | Linares              | Maria Garcia Martin       |
| LXXXVIII | 2023 | Marbella                          | Eduardo Iturrizaga               |  | LXIV    | 2023 | Marbella             | Sarasadat Khademalsharieh |
| LXXXIX   | 2024 | Marbella                          | Daniil Yuffa                     |  | LXV     | 2024 | Marbella             | Sabrina Vega Gutiérrez    |

## Spanische Fernschachmeisterschaft
| #       | Jahre     | Meister                                       |
| ------- | --------- | --------------------------------------------- |
| 01.     | 1948–1950 | Santiago Martínez Mocete                      |
| 02.     | 1956–1958 | Miguel Albareda Creus                         |
| 03.     | 1963–1965 | Esteban Barrababe Menal                       |
| 04.     | 1964–1966 | Jordi Werner Serrat                           |
| 05.     | 1965–1967 | Melchor Subirá Prat                           |
| 06.     | 1966–1968 | Esteban Barrababe Menal                       |
| 07.     | 1967–1969 | Jordi Werner Serrat                           |
| 08.     | 1968–1970 | Esteban Barrababe Menal - Felipe Moreno Ramos |
| 09.     | 1971–1973 | Francisco Ballbé Anglada                      |
| 10.     | 1972–1974 | Ernesto Palacios de la Prida                  |
| 11.     | 1973–1976 | Rosendo Planas Ferret                         |
| 12.     | 1975–1977 | Rosendo Planas Ferret                         |
| 13.     | 1973–1975 | Felipe Moreno Ramos                           |
| 14.     | 1976–1978 | Enrique Pascual Gras                          |
| 15.     | 1978–1981 | Josep Garriga Nualart                         |
| 16.     | 1980–1982 | Santiago Bonay Toscas                         |
| 17.     | 1983–1986 | Josep Garriga Nualart                         |
| 18.     | 1986–1992 | Josep Pons Ribot                              |
| 19.     | 1991–1994 | Ricardo Montecatine Ríos                      |
| 20.     | 1995–1999 | Ramón García Órdenes                          |
| 21.     | 2000–2003 | Pedro Drake Diez de Rivera                    |
| 22.     | 2003–2006 | Josep Mercadal Benejam                        |
| 23.     | 2003–2005 | Francisco Muñoz Moreno                        |
| 24.     | 2005–2007 | Ignacio Santos Crespo                         |
| 25.     | 2007–2009 | Javier Asturiano Molina                       |
| 26.     | 2009–2011 | Javier Asturiano Molina                       |
| 27.     | 2011–2013 | Francisco Velilla Velasco                     |
| 28.     | 2013–2015 | Eduardo Miras García                          |
| 29.     | 2015–2017 | Francisco Tarrío Ocaña                        |
| 30.     | 2017–2019 | Juan Aguilar García                           |
| 31.     | 2019–2021 | Alberto Pérez López                           |
| 32.     | 2021–2023 | Francisco Burgos Garbín                       |
| Quelle: |           |                                               |